# Quintanilla del Agua y Tordueles
Quintanilla del Agua y Tordueles – gmina w Hiszpanii, w prowincji Burgos, w Kastylii i León, o powierzchni 35,79 km². W 2011 roku gmina liczyła 504 mieszkańców.